# 키싱 코즌
키싱 코즌(Kissin' Cousins)은 미국에서 제작된 진 넬슨 감독의 1964년 영화이다. 엘비스 프레슬리 등이 주연으로 출연하였고 샘 카츠먼 등이 제작에 참여하였다.

## 출연

### 주연
- 엘비스 프레슬리
- 아서 오코넬

### 조연
- 글렌다 패럴
- 잭 알버트슨
- 파멜라 오스틴
- 신시아 페퍼
- 이본느 크레이그
- 도널드 우즈
- 토미 파렐
- 비버리 파워스
- 호튼즈 페트라
- 로버트 스톤
- 로버트 카슨
- 테리 가
- 랜스 르걸트
- 켄트 맥코드
- 조엔 스탤리
- 게일 갠리

## 제작진
- 세트: 헨리 그레이스
- 세트: 버드 프렌드